# Галерија савремене уметности у Панчеву
Галерија савремене уметности је градска установа Панчева за развој културе. Налази се у улици Војводе Живојина Мишића 1. Представља изложбени простор нон-профит институције која, као позорница на којој различити људи могу да развијају своју жељу за константним интерпретирањем и описивањем света око себе на нов, специфичан начин партиципира у културном простору. Настоји да обезбеди услове за истраживање, продукцију и излагање како уметницима са локалне, тако и онима са интернационалне сцене, са коначним циљем преиспитивања, развијања и неговања продукције и дискурса у савременој уметничкој пракси.
Својим програмом и изложбама обухвата и цртеже, слике, фотографије, нове медије, видео и дигиталне радове, керамоскулптуру, стрип, архитектуру и урбане студије, моду, повезује различите генерације чија уметничка пракса реферише на актуелне теме савремене културе.

## Историја
Галерија савремене уметности Културног центра је, од свог оснивања 1976. до данас, акценат свога рада ставила на ауторске пројекте и позивне, концепцијски осмишљене изложбе како би на тај начин и сама могла да буде креатор одређеног погледа на дешавања актуелне уметничке праксе. Такви пројекти у осамдесетим су били „Савремена скулптура у Србији” 1980, „Нова слика цртежа” 1984, „Скулптура у Војводини данас” 1984, „Сликарство зреле страсти” 1986, „Нова апстракција” 1983. и „Бијенале скулптуре” (ПИЈС) који је 1981. започет као репрезентативна изложба југословенске скулптуре великог формата и наставио да се бави истраживањима на пољу просторних уметности, да би од 2000. године своју визуру проширио на све медије визуелних уметности, а од 2006. на позориште и филм.
Од почетка деведесетих носилац је нових идеја и промотер нове атмосфере уметничких збивања на прелазу векова ауторским изложбама „Пројект галерија” и „Скулптура у Војводини – нова ситуација” 1990, „Нова скулптура”, „У част Мондријана” и „17 тачака линије” 1992, „Поглед 93” и „Фигура – појаве у фигурацији деведесетих” 1993, „Сећање на осамдесете” 1994, „Регионално – универзално” и „Отворена осећајност” 1997, „Нови уметнички експеримент” и „Фрагментарно I, II” 1998, „Амбијентализација графике” и „Галерија представља” 1999, „Седам теза новије српске скулптуре” и Бијенале „Релације” 2000, „Уметничка радионица Стакло” 2000, 2001, 2002. и 2003, „Прилог новијој историји војвођанске скулптуре”, Бијенале визуелних уметности „Укршања” и „Пројекат Дрво” 2002, Интернационални фестивал ауторског стрипа „GRRR!” 2002. и 2003, Интернационални фестивал премијерног перформанса 2003. и Бијенале визуелних уметности „Вредности” 2004.
Галерија је, током свога двадесетшестогодишњег постојања, добила низ награда за поједине пројекте или за укупан рад 1985, 1987, 1990, 1995. и 2001, награду Удружења ликовних критичара Србије, Награду града Панчева и Завода за културу Војводине 2004. и награду „Артмагазина” за најбољу галерију 2009. године.
Од свог оснивања Галерија савремене уметности је била смештена у оквиру Штапске зграде, чинећи један од најважнијих ослонаца ликовне сцене Панчева. Након доношења Закона о враћању имовине црквама и верским заједницама овај објекат је враћен Римокатоличкој цркви Свете Ане 2010, а Галерија савремене уметности под окриљем Културног центра Панчева је од града 2011. године добила на коришћење нов простор на адреси Војводе Живојина Мишића 1. Некадашњи власници куће, породица Алексић – Смедеревац, обележили су панчевачки културни живот током претходног века, а четрдесет година од завештања Легата Олге и Стевана Смедеревца Народном музеју, уметност се вратила у ово здање. Решењем државне Агенције за приватизацију објекат је враћен старим власницима 2015. и тада је започета потрага за новим простором која је завршена 2022, када је почела адаптација локала у улици Милоша Црњанског 2. Нови простор је свечано отворен 13. маја 2024. са изложбом „Златне године галерије”.

## Галерија
- Галерија савремене уметности у улици Војводе Живојина Мишића 4
- Галерија савремене уметности у улици Милоша Црњанског 2
- Табла са натписом
- Улаз у галерију
- Зграда галерије
- Галерија савремене уметности у улици Милоша Црњанског 2